# 貝爾加莫阿爾卑斯山脈

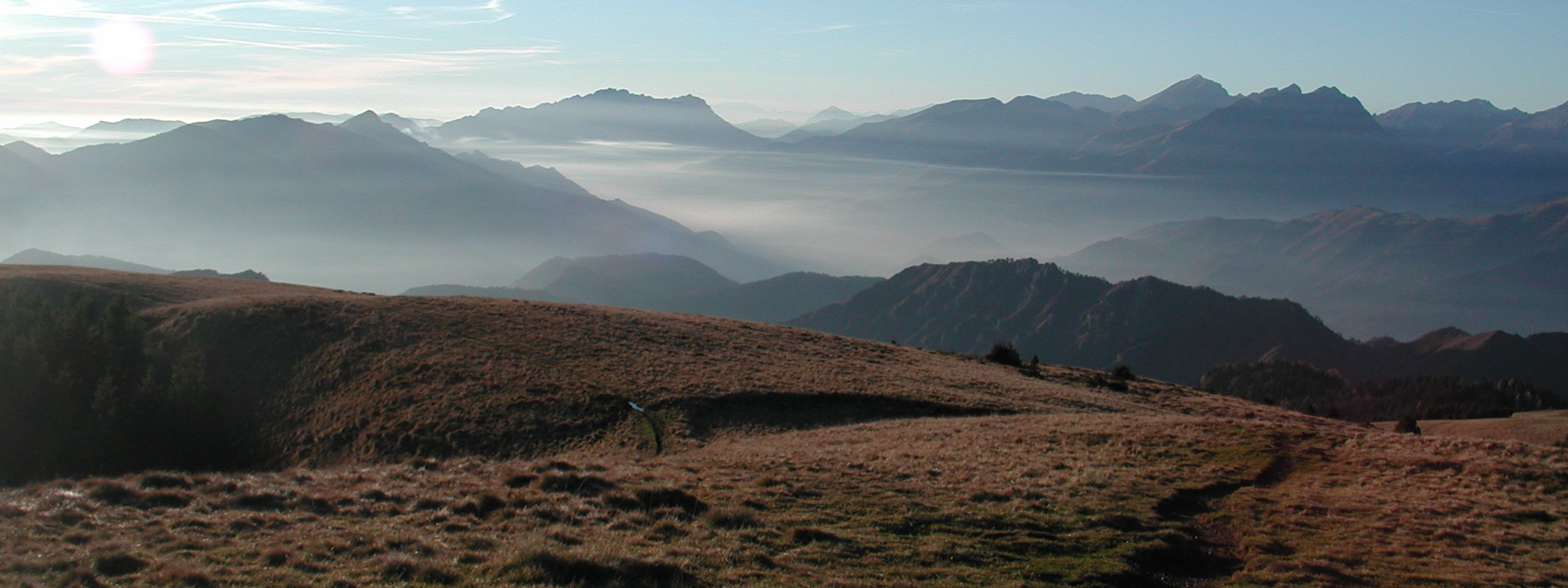

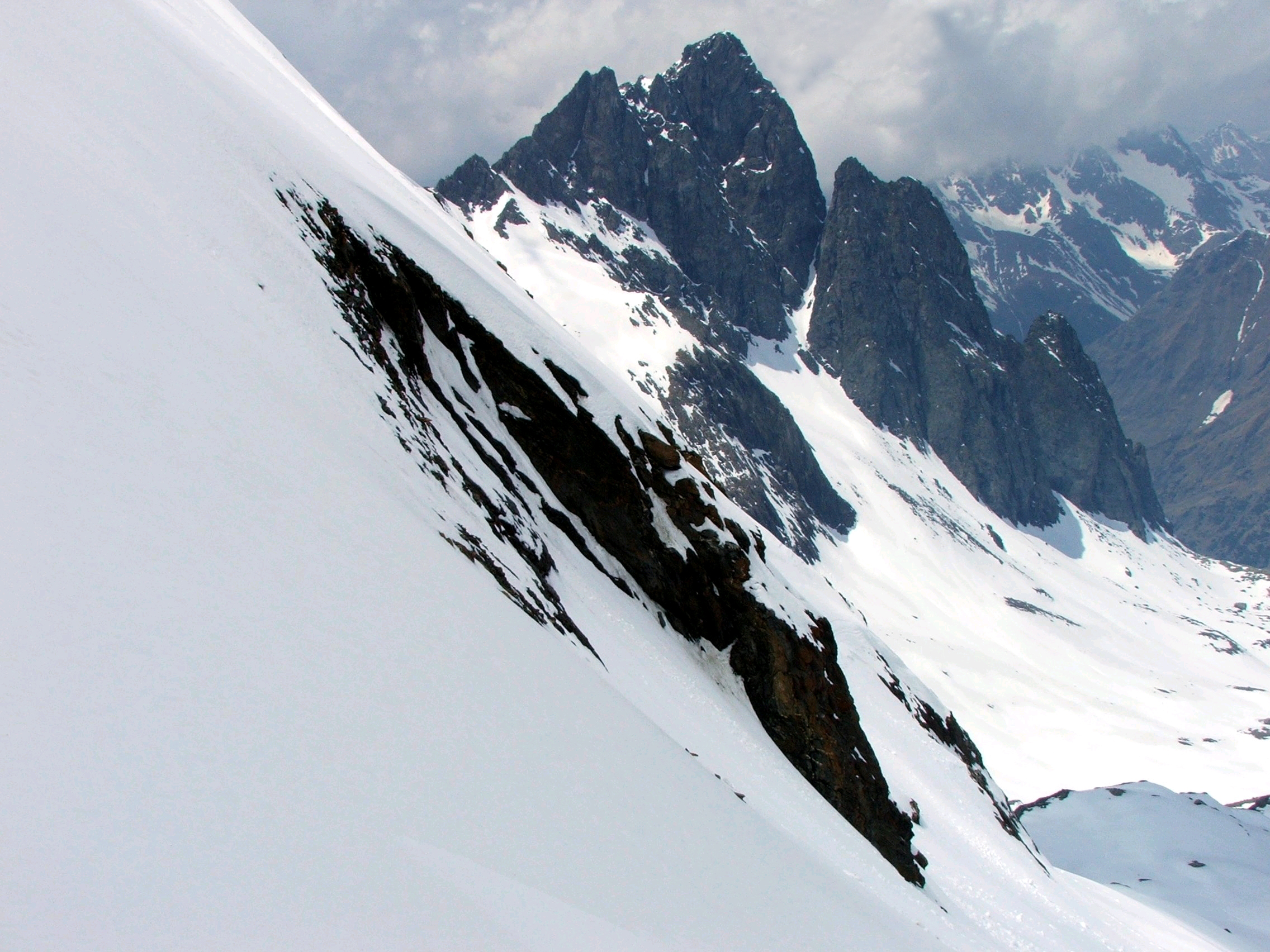

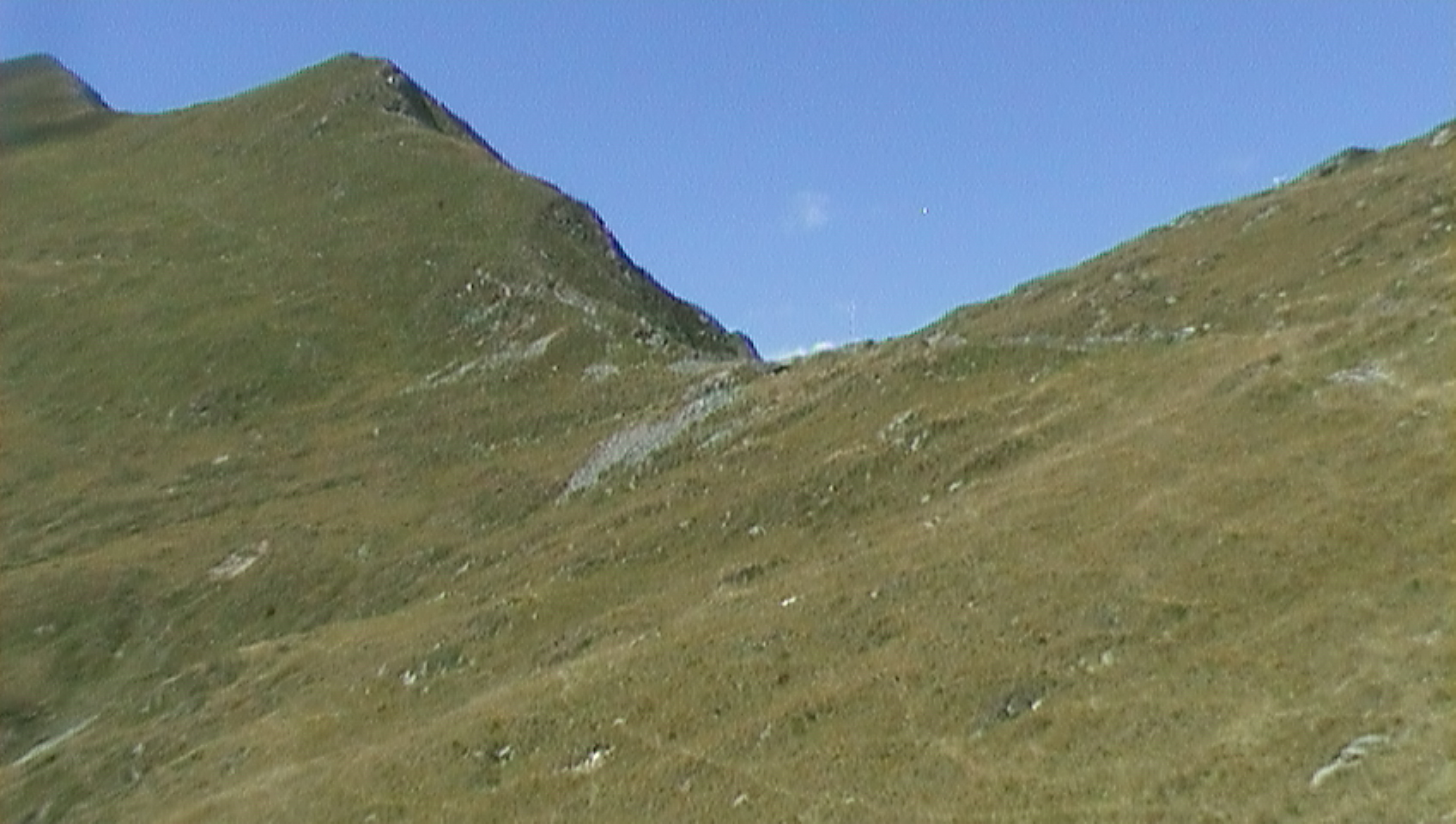

貝爾加莫阿爾卑斯山脈是意大利的山脈，是柏加馬阿爾卑斯山脈的一部分，位於該國北部倫巴底，最高點海拔高度3,052米，山體由沉積岩和變質岩組成。